# Melanargia galaxaera
Melanargia galaxaera är en fjärilsart som beskrevs av Eugen Johann Christoph Esper 1800. Melanargia galaxaera ingår i släktet Melanargia och familjen praktfjärilar. Inga underarter finns listade i Catalogue of Life.